# Eurysa turneri
Eurysa turneri är en insektsart som först beskrevs av Frederick Arthur Godfrey Muir 1926.  Eurysa turneri ingår i släktet Eurysa och familjen sporrstritar. Inga underarter finns listade i Catalogue of Life.